# Schaan
Schaan (alemannul Schaa) Liechtenstein legnagyobb települése, közvetlen szomszédja az ország fővárosának, Vaduznak. A településen több mint 4000 vállalkozás található, ezzel jelentős gazdasági központ. Schaan a székhelye az Ivoclar Vivadent AG-nek, ami a világ legnagyobb műfogsorgyártója, valamint a Hilti Aktiengesellschaft-nak is, ami a világ egyik vezető szerszámgyára.

## Történelme
Schaan környéke 6000 éve lakott hely, de a település történelme a római időkben kezdődik el igazán. A környéket kr. e. 15-ben szállták meg a rómaiak és Schaanon keresztül építették ki a Milánóból Augsburgba vezető útjukat. A legjelentősebb római építmény az a Castrum, amely az egyre gyakoribb allemann támadások kivédésére volt hivatott. A kaputorony és az alapfal romjai ma is láthatóak a Szent Péter-templomnál.

## Gazdaság
Mintegy 875 vállalatnak a székhelye, így Schaan az egész régió fontos üzleti központja. Schaan többek között a Hilti AG, a Hilcona AG és az Ivoclar Vivadent AG központja, emellett Liechtenstein legnagyobb sörfőzdéje (Liechtensteiner Brauhaus) is itt található. A Liechtensteinische Post AG központja szintén Schaanban van. A településen található a Liechtensteini Kereskedelmi Kamara székhelye is.

## Közlekedés
Liechtenstein maga nem rendelkezik autópályákkal, de a svájci A13-as autópálya a Rajna bal partján halad, amelynek Schaan közelében is van csomópontja.
A településen vasútállomás is található, a Bahnhof Schaan-Vaduz.

## Oktatás
Schaanban négy óvoda, egy általános iskola és két középiskola működik, valamint itt található Liechtenstein egyetlen Waldorf-iskolája.

## Kultúra és látnivalók
- A Szent Lőrinc-templomot 1893-ban szentelték fel. A templom tornya 81 méter magas, és 1968 óta összesen hat harang található benne. A templom építési költségeinek felét II. János liechtensteini herceg finanszírozta, tiszteletére emlékművet állítottak a templom nyugati oldalán. 2003 és 2005 között a templomot alaposan felújították.
- Római erőd: A Kr. u. 1. században építették a Milánó-Bregenz katonai utat, amely a mai Schaan községen is keresztül vezetett. Ennek tanúja a 4. században épült római erőd, amelyet a Római Birodalom határainak biztosítására építettek. Az erőd négyszögletes alaprajzú, oldalhossza körülbelül 60 méter volt, és négy saroktorony mellett a déli oldalán egy központi torony és az északi részén egy kaputorony volt. Az alapfalak és a kaputorony maradványai ma is látogathatóak.
- A Duxi Szent Mária-kápolna egy korábbi kápolna alapjaira épült 1716-ban. Később toronnyal és előcsarnokkal egészítették ki, és 1997-1998-ban teljesen felújították.
- A Szent Erzsébet kolostort 1934-1935-ben építették. 1942 és 1976 között lánygimnázium működött benne. A kolostor helyiségeiben 1976 óta középiskola működik.
- A régi Szent Lőrinc-templom építési történetét még nem tisztázták. A torony, amely az egyetlen épületrész, ami ma is áll, valószínűleg a 12. században épült. 1900-ban, az új templom felavatása után a templomot a torony kivételével lebontották.
- A Szent János temetőkápolna a schaani temetőben áll, 1934-ben építették.
- A városháza épületét 1844 és 1846 között emelték, és 1975-ig iskola működött benne. Azóta az épület ad otthont az önkormányzat hivatalainak és a községi múzeumnak.
- A Liechtensteini TAK Színház (Theater am Kirchplatz) kulturális események széles skáláját kínálja: drámák, koncertek, balett-előadások, táncszínház, pantomim, jazz, sanzon, kabaré, bábelőadások, gyermek- és ifjúsági előadások.
- A falumúzeum a városháza épületében található, és különböző kiállításokon mutatja be a régió művészeti alkotásait és Schaan történetét.

## Híres schaaniak
- Maria von Linden (1869–1936) – német bakteriológus és zoológus
- Anton Frommelt (1895–1975) – pap, politikus és festő
- Gerta Keller (1945-) – a Princetoni Egyetem paleontológia és geológia professzora 1984 óta.
- Paul Frommelt (1957-) – olimpiai bronzérmes alpesi síző
- Peter Jehle (1982-) – labdarúgó
- Ivan Quintans (1989-) – labdarúgó

## Fordítás
Ez a szócikk részben vagy egészben  a   Schaan című német Wikipédia-szócikk fordításán alapul.  Az eredeti cikk szerkesztőit annak laptörténete sorolja fel. Ez a jelzés csupán a megfogalmazás eredetét és a szerzői jogokat jelzi, nem szolgál a cikkben szereplő információk forrásmegjelöléseként.